# Ramboldia subnexa
Ramboldia subnexa är en lavart som först beskrevs av Stirt., och fick sitt nu gällande namn av Kantvilas & Elix. Ramboldia subnexa ingår i släktet Ramboldia och familjen Lecanoraceae.   Inga underarter finns listade i Catalogue of Life.